# حسن طهبوب
حسن طهبوب‏ (5 يوليو 1923 في الخليل - 27 أبريل 1998 في عمان ) إمام وسياسي فلسطيني كان قائدًا للعرب في القدس، ورئيسًا للهيئة الإسلامية العليا فيها وأول وزير للأوقاف والشؤون الدينية ضمن حكومات السلطة الوطنية الفلسطينية الأولى والثانية.

## النشأة والتحصيل العلمي
وُلد حسن فطين طهبوب في مدينة الخليل جنوب الضفة الغربية في 5 يوليو 1923 لعائلة طهبوب التي كان لها دور بارز في إدارة الوقف الإسلامي في فلسطين لعدة قرون. حيث تلقى تعليمه المدرسي بين الخليل والقدس. تخرج من كلية الروضة في القدس.
انتخب والده فطين طهبوب عضوًا في البرلمان الأردني الخامس عام 1958 ممثلًا للخليل.

## الحياة العملية
التحق طهبوب بسوق العمل بعد تخرجه، حيث بدأ العمل كسكرتير تحرير في مجلة صوت الخليل في أربعينيات القرن العشرين. تنقل بين الخليل والقدس وعمَّان بين وظائف محاسبية وإدارية. عُين مديرًا لمدرسة الأيتام الإسلامية في القدس ثم مديرًا لدائرة الأوقاف الإسلامية في القدس في الفترة 1961-1971، ثم مديرًا للأوقاف الإسلامية في الضفة الغربية في الفترة 1971-1984.
شارك في تأسيس الهيئة الإسلامية العليا في القدس بعد حرب 1967، حيث انتخب أمينًا للسر. ولاحقًا انتخب في عام 1993 رئيسًا للهيئة حتى وفاته 1998.
كان أول وزير للأوقاف والشؤون الدينية في حكومة السلطة الوطنية الفلسطينية الأولى والثانية.

## الوفاة
تُوفي حسن طهبوب يوم 27 أبريل 1998 في مستشفى المركز العربي الطبي في مدينة عمان، وجرى نقل جثمانه إلى مدينة القدس. حيث دُفن في المقبرة الأخشيدية قرب باب الأسباط في القدس.